# Horror Pain Gore Death Productions
Horror Pain Gore Death Productions ist ein im Jahr 2008 gegründetes Plattenlabel aus Philadelphia, USA, das seither bevorzugt Bands aus den Genres Death Metal und Grindcore unter Vertrag nimmt und verlegt. Dort erscheinen auch Wiederveröffentlichungen älterer Aufnahmen wie beispielsweise Luck of the Corpse im Jahr 2012 oder Horrorhammer im Jahr 2018. Die Werke der beiden US-Death-Metal-Bands Deceased bzw. Abscess wurden erstmals 1991 respektive 2007 veröffentlicht.

## Veröffentlichungen (Auswahl)
- Abscess – Horrorhammer (Album, 2018)
- Agathocles / Degenerhate – Wash Your Blues Away! / The Nothing I've Become (7" Split-EP, 2016)
- Claws / Grave Wax – Pestilent Formation (Split-EP, 2011)
- Deceased – Luck of the Corpse (Album, 2012)
- Haemorrhage – Live Carnage: Feasting on Maryland (Album, 2013)
- Lethal Aggression – Ad Nauseum (Album, 2009)
- Mortillery – Murder Death Kill (Album, 2011)
- Mountain Grave – Massive Structural Collapse (Album, 2016)
- Ribspreader – Crawl and Slither (Album, 2021)
- Septory / Sadistik Forest – Split (Split-Album, 2013)
- Triple Cripple – Nursing Home for Retired Hookers (Album, 2016)
- Violation Wound – Broken Idol / Elimination Time (Kompilations-Album, 2015)